# PR-558
A Rodovia PR-558 é uma estrada pertencente ao governo do Paraná que liga a cidade de Campo Mourão à rodovia PR-323.

## Denominações
- Rodovia Bento Fernandes Dias, no trecho entre Campo Mourão e Araruna, de acordo com a Lei Estadual 8.337 de 11/07/1986.[1]
- Estrada Vereador Guido de Mattos Rodrigues, no trecho entre Terra Boa e o Distrito de Malu, de acordo com a Lei Estadual 8.344 de 11/07/1986.[2]

## Trechos da Rodovia
A rodovia possui uma extensão total de aproximadamente 62,9 km (dos quais 24,1 km são apenas planejados), podendo ser dividida em 6 trechos, conforme listados a seguir:
| Ponto de referência                              | Extensão do trecho | Extensão acumulada | Situação    |
| ------------------------------------------------ | ------------------ | ------------------ | ----------- |
| Campo Mourão (acesso via Avenida Tancredo Neves) | ---                | 0 km               | ---         |
| Acesso à PR-465                                  | 14,1 km            | 14,1 km            | Pavimentado |
| Entroncamento PR-567 (Araruna)                   | 4,9 km             | 19,0 km            | Pavimentado |
| Entroncamento PR-465 (Araruna)                   | 1,4 km             | 20,4 km            | Planejado   |
| Entroncamento PR-082 (Terra Boa)                 | 22,7 km            | 43,1 km            | Planejado   |
| Distrito de Malu                                 | 11,8 km            | 54,9 km            | Pavimentado |
| Entroncamento PR-323                             | 8,0 km             | 62,9 km            | Pavimentado |

Extensão construída: 38,8 km (61,69%)
Extensão pavimentada: 38,8 km (61,69%)